# Talbrücke Logebach
Die Talbrücke Logebach ist ein Bauwerk der Bundesautobahn 3 im nordrhein-westfälischen Rhein-Sieg-Kreis, das bei Aegidienberg (Stadt Bad Honnef) und Ittenbach (Stadt Königswinter) den Logebach überspannt. Es besteht aus zwei 160 m langen Brücken, die in den 1930er- und 1970er-Jahren entstanden sind.

## Geschichte
Die Autobahnbrücke entstand an der Stelle einer Brücke, die Teil einer Straßenverbindung von Hövel über den Laagshof nach Ittenbach werden sollte. 1935 war der Bau dieser Straße aufgenommen worden, die Brücke wurde aufgrund einer veränderten Planung jedoch bereits 1937 gesprengt.
Der nördliche Überbau nimmt heute die Fahrtrichtung Köln auf und wurde gemeinsam mit der damaligen Reichsautobahn 1939 dem Verkehr übergeben. Es handelt sich um eine steinerne Bogenbrücke mit einer Breite von 20 Metern und einer maximalen Höhe von 27 Metern. Die Brücke weist sechs Zwischenpfeiler auf, die insgesamt sieben Rundbögen bilden. Die ursprüngliche Länge der Brücke war mit 213 Metern geplant.
Südlich dieses Ursprungsbaus entstand im Zuge des dreispurigen Ausbaus der A 3 von Mai 1973 bis Sommer/Herbst 1974 eine weitere Brücke, auf der die Fahrtrichtung Frankfurt am Main verläuft. Die Balkenbrücke verfügt über einen zweistegigen Plattenbalken-Querschnitt und weist sechs Pfeilerachsen auf. Die Fahrbahnplatten der jüngeren Balkenbrücke und der älteren Bogenbrücke sind baulich miteinander verbunden.
Der westliche Abschnitt der Brücke liegt auf dem Gebiet der Stadt Königswinter (Gemarkung Ittenbach), der östliche auf dem Gebiet der Stadt Bad Honnef (teilweise Gemarkung Aegidienberg). Parallel zur und 200 m südwestlich der Autobahnbrücke liegt die gleichnamige, 173 m lange Logebachtalbrücke der Eisenbahn-Schnellfahrstrecke Köln–Rhein/Main.